# Grgica Kovač
Grgica Kovač (Spalato, 5 giugno 1966) è un allenatore di calcio ed ex calciatore croato, di ruolo difensore, tecnico del Hrvace.

## Carriera

### Giocatore

#### Club
Cresciuto nelle giovanili dell'Hajduk Spalato debutta in prima squadra il 12 giugno 1988 nella partita di campionato terminata a reti bianche contro il Vardar. 

#### Nazionale
Disputa una sola presenza con la Croazia U-21, scenda in campo da titolare il 22 maggio 1995 nell'incontro amichevole in Brasile. 

### Allenatore
Nel novembre 2015 prende le redini del Solin militante in 3.HNL. Nel settembre 2016, dopo aver portato il club in 2.HNL, rassegna le dimissioni in seguito a delle divergenze con la dirigenza. Nell'ottobre dello stesso anno si siede sulla panchina del BŠK Zmaj Blato. Nel maggio 2018 perde l'incarico in seguito alla sconfitta ai rigori contro i rivali dell'Hajduk Vela Luka.
Nel luglio 2021 prende le redini del Kamen Ivanbegovina.
Il 23 febbraio 2022 sostituisce Stipe Grčić sulla panchina del Hrvace. Nella stagione 2024-2025, guida il Hrvace alla prima storica vittoria in 2. NL e alla promozione nel campionato cadetto croato.

## Statistiche

### Cronologia presenze e reti in nazionale
| Cronologia completa delle presenze e delle reti in nazionale ― Croazia under 21 | Cronologia completa delle presenze e delle reti in nazionale ― Croazia under 21 | Cronologia completa delle presenze e delle reti in nazionale ― Croazia under 21 | Cronologia completa delle presenze e delle reti in nazionale ― Croazia under 21 | Cronologia completa delle presenze e delle reti in nazionale ― Croazia under 21 | Cronologia completa delle presenze e delle reti in nazionale ― Croazia under 21 | Cronologia completa delle presenze e delle reti in nazionale ― Croazia under 21 | Cronologia completa delle presenze e delle reti in nazionale ― Croazia under 21 |
| Data                                                                            | Città                                                                           | In casa                                                                         | Risultato                                                                       | Ospiti                                                                          | Competizione                                                                    | Reti                                                                            | Note                                                                            |
| ------------------------------------------------------------------------------- | ------------------------------------------------------------------------------- | ------------------------------------------------------------------------------- | ------------------------------------------------------------------------------- | ------------------------------------------------------------------------------- | ------------------------------------------------------------------------------- | ------------------------------------------------------------------------------- | ------------------------------------------------------------------------------- |
| 22-5-1996                                                                       | Manaus                                                                          | Brasile under 21                                                                | 1 – 1                                                                           | Croazia under 21                                                                | Amichevole                                                                      | -                                                                               |                                                                                 |
| Totale                                                                          |                                                                                 | Presenze                                                                        | 1                                                                               |                                                                                 | Reti                                                                            | 0                                                                               |                                                                                 |

## Palmarès

### Giocatore
- Coppa di Jugoslavia: 1

Hajduk Spalato: 1990-1991

### Allenatore
- Druga nogometna liga: 1

Hrvace: 2024-2025